# Penniverpa multisetosa
Penniverpa multisetosa är en tvåvingeart som beskrevs av Webb 2008. Penniverpa multisetosa ingår i släktet Penniverpa och familjen stilettflugor. Inga underarter finns listade i Catalogue of Life.